# Olympische Sommerspiele 2020/Schwimmen – 400 m Freistil (Männer)
Der Schwimmwettkampf über 400 Meter Freistil der Männer bei den Olympischen Spielen 2020 in Tokio wurde vom 24. bis 25. Juli 2021 im Tokyo Aquatics Centre ausgetragen.

## Rekorde
Vor Beginn der Olympischen Spiele waren folgende Rekorde gültig.
| Weltrekord         | Paul Biedermann | 3:40,07 min | Rom, Italien           | 26. Juli 2009 |
| Olympischer Rekord | Sun Yang        | 3:40,14 min | London, Großbritannien | 28. Juli 2012 |

## Ergebnisse

### Vorlauf 1
24. Juli 2021
| Platz | Name               | Nation         | Zeit        | Anmerkung |
| ----- | ------------------ | -------------- | ----------- | --------- |
| 1     | Eduardo Cisternas  | Chile          | 3:54,10 min |           |
| 2     | Igor Mogne         | Mosambik       | 3:56,56 min |           |
| 3     | Irakli Rewischwili | Georgien       | 3:57,49 min |           |
| 4     | Filip Derkoski     | Nordmazedonien | 4:03,34 min |           |

### Vorlauf 2
24. Juli 2021
| Platz | Name                     | Nation     | Zeit        | Anmerkung |
| ----- | ------------------------ | ---------- | ----------- | --------- |
| 1     | Alfonso Mestre           | Venezuela  | 3:47,14 min |           |
| 2     | Martin Bau               | Slowenien  | 3:52,56 min |           |
| 3     | Joaquin Vargas           | Peru       | 3:52,94 min |           |
| 4     | Aflah Prawira            | Indonesien | 3:55,08 min |           |
| 5     | Wesley Tikiariki Roberts | Cookinseln | 3:55,65 min |           |
| 6     | Welson Sim               | Malaysia   | 3:58,25 min |           |
| 7     | Alex Sobers              | Barbados   | 3:59,14 min |           |
| 8     | James Freeman            | Botswana   | 4:03,10 min |           |

### Vorlauf 3
24. Juli 2021
| Platz | Name                | Nation     | Zeit        | Anmerkung |
| ----- | ------------------- | ---------- | ----------- | --------- |
| 1     | Antonio Djakovic    | Schweiz    | 3:45,82 min |           |
| 2     | Marwan Elkamash     | Ägypten    | 3:46,94 min |           |
| 3     | Kregor Zirk         | Estland    | 3:47,05 min |           |
| 4     | Alexander Jegorow   | ROC        | 3:47,71 min |           |
| 5     | Henrik Christiansen | Norwegen   | 3:48,88 min |           |
| 6     | Zac Reid            | Neuseeland | 3:49,85 min |           |
| 7     | Lee Ho-joon         | Südkorea   | 3:53,23 min |           |
| 8     | David Aubry         | Frankreich | 3:55,01 min |           |

### Vorlauf 4
24. Juli 2021
| Platz | Name                | Nation         | Zeit        | Anmerkung |
| ----- | ------------------- | -------------- | ----------- | --------- |
| 1     | Henning Mühlleitner | Deutschland    | 3:43,67 min |           |
| 2     | Felix Auböck        | Österreich     | 3:43,91 min |           |
| 3     | Gabriele Detti      | Italien        | 3:44,67 min |           |
| 4     | Ahmed Hafnaoui      | Tunesien       | 3:45,68 min |           |
| 5     | Guilherme Costa     | Brasilien      | 3:45,99 min |           |
| 6     | Lukas Märtens       | Deutschland    | 3:46,30 min |           |
| 7     | Danas Rapšys        | Litauen        | 3:46,32 min |           |
| 8     | Kieran Bird         | Großbritannien | 3:48,55 min |           |

### Vorlauf 5
24. Juli 2021
| Platz | Name              | Nation              | Zeit        | Anmerkung |
| ----- | ----------------- | ------------------- | ----------- | --------- |
| 1     | Elijah Winnington | Australien          | 3:45,20 min |           |
| 1     | Jack McLoughlin   | Australien          | 3:45,20 min |           |
| 3     | Kieran Smith      | Vereinigte Staaten  | 3:45,25 min |           |
| 4     | Jake Mitchell     | Vereinigte Staaten  | 3:45,38 min |           |
| 5     | Marco de Tullio   | Italien             | 3:45,85 min |           |
| 6     | Gábor Zombori     | Ungarn              | 3:47,99 min |           |
| 7     | Ji Xinjie         | Volksrepublik China | 3:48,27 min |           |
| 8     | Martin Maljutin   | ROC                 | 3:49,49 min |           |

### Finale
25. Juli 2021, 03:52 MESZ
| Platz | Name                | Nation             | Zeit        | Anmerkung |
| ----- | ------------------- | ------------------ | ----------- | --------- |
| 1     | Ahmed Hafnaoui      | Tunesien           | 3:43,36 min |           |
| 2     | Jack McLoughlin     | Australien         | 3:43,52 min |           |
| 3     | Kieran Smith        | Vereinigte Staaten | 3:43,94 min |           |
| 4     | Henning Mühlleitner | Deutschland        | 3:44,07 min |           |
| 4     | Felix Auböck        | Österreich         | 3:44,07 min |           |
| 6     | Gabriele Detti      | Italien            | 3:44,88 min |           |
| 7     | Elijah Winnington   | Australien         | 3:45,20 min |           |
| 8     | Jake Mitchell       | Vereinigte Staaten | 3:45,39 min |           |